# Арцыбашева, Наталья Павловна
Наталья Павловна Арцыбашева (14 июля 1978, д. Пещерка (ныне — в черте города Тихвин), Ленинградская область) — российская биатлонистка, чемпионка и призёр чемпионата мира по летнему биатлону, призёр чемпионата России по летнему и зимнему биатлону. Мастер спорта России международного класса.

## Биография
Начинала заниматься биатлоном в тихвинской ДЮСШ «Богатырь» под руководством своего отца Павла Леонидовича Арцыбашева. В дальнейшем представляла спортивный клуб Вооружённых Сил и город Санкт-Петербург. Тренеры — Рэм Михайлович (Рэмуальд Минович) Забалуев и Алексей Николаевич Кожин.
На чемпионате мира по летнему биатлону (кросс) 2002 года в чешском Яблонце-над-Нисоу выиграла золотые медали в эстафете в составе сборной России вместе с Раисой Матвеевой, Олесей Федосеевой и Любовью Ермолаевой, была восьмой в спринте и пятой — в пасьюте. В 2003 году в Форни-Авольтри стала серебряным призёром в эстафете, а также шестой в спринте, пятой — в пасьюте и восьмой — в масс-старте. В 2004 году в Брезно снова завоевала серебро в эстафете, а также занимала пятые места в спринте и гонке преследования и была 13-й в масс-старте.
На чемпионатах России по летнему биатлону была бронзовым призёром в гонке преследования в 2004 году. В зимнем биатлоне завоёвывала бронзовые медали чемпионата России в 2003 году в гонке патрулей и командной гонке в составе сборной Санкт-Петербурга.
Завершила спортивную карьеру в середине 2000-х годов. Работает инструктором-методистом в УОР № 2 г. Санкт-Петербурга. Занимается судейством соревнований по биатлону, имеет первую судейскую категорию.
Окончила Национальный государственный университет физической культуры, спорта и здоровья имени П. Ф. Лесгафта (Санкт-Петербург, 2003)